# Bad Schönau
Bad Schönau är en ort och kommun  i Österrike. Den ligger i distriktet Wiener Neustadt-Land i förbundslandet Niederösterreich, 80 kilometer söder om huvudstaden Wien. 
Kommunen består av sju orter (Ortschaften) (inom parentes invånarantal 1 januari 2024):

- Almen (24)
- Bad Schönau (512)
- Leitenviertel (44)
- Maierhöfen (116)
- Schlägen (23)
- Schützenkasten (20)
- Wenigreith (14)